# Tribler
Tribler — BitTorrent-клиент, с открытым исходным кодом, который может быть использован для создания самодостаточной децентрализованной BitTorrent-сети, использующей p2p-коммуникации для прямого взаимодействия клиентов без применения централизованных звеньев. В частности, Tribler позволяет построить сеть без развертывания отдельных BitTorrent-трекеров и осуществляет поиск, адресацию и загрузки торрентов путём прямого взаимодействия клиентов между собой.
Основной целью разработчиков Tribler является реализация надёжной BitTorrent сети, не зависящей от центрального сервера и обеспечения обмена файлами даже в случае отсутствия торрент-трекера. Tribler способен противостоять любому давлению извне, не завися от работоспособности торрент-сайтов, он не может быть отключен, заблокирован или подвергнут цензуре (как и любая P2P сеть).

### Возможности
Tribler обладает функцией поиска раздач и не требует внешнего веб-сайта или службы индексирования для обнаружения контента (когда пользователь вводит ключевое слово, в поисковом окне Tribler, поиск проводится и результаты выводятся не с централизованного сервера а непосредственно поступают от других пиров).
Для удобства навигации существуют тематические контент-каналы. Весь доступный торрент контент для загрузки упорядочивается в так называемые "каналы", рейтинг которых определяется пользователями (функция совместной фильтрации). Для получения впервые списка каналов требуется некоторое время, в поиск следует вписать "CHANEL"
Имеющееся у Tribler функция Open2Edit работает по принципу "Википедии", что позволяет пользователям изменять имена и описания для торрент-файлов в публичных каналах.
Функция просмотра видео стрим потоком.
connection - Работа с протоколами SOCKS (4 и 5) для обхода блокировок.
anonymity - Использование от 1 (малая анонимность и большая скорость) до 3 (большая анонимность и меньшая скорость) промежуточных прокси-серверов, в роли которых будут выступают случайные участники сети. В теории некоторые прокси могут быть скомпрометированны, поэтому для большей анонимности следует выставлять большее кол-во прокси.
The hidden seeder - сокрытие исходной точки с использованием оконечного шифрования

### Предупреждение
Вольный перевод на русский язык с официального сайта: "Не подвергайте себя опасности. Наша технология анонимности еще не идеальна. Tribler не защищает вас от прослушки и правительственных учреждений. Мы стремимся защитить вас от цензуры и адвокатских исков. С помощью многих добровольцев мы постоянно развиваемся и совершенствуемся."
Disclaimer
Do not put yourself in danger. Our anonymous download feature is not yet broadly tested.

Anonymous downloading is a new feature, barely a year old. We are sharing the design and code so that the community can test and evaluate it. This helps us make sure that it’s as secure as it needs to be before people start relying on it.